# Zodíaco
Zodíaco (do latim zōdiacus, por sua vez do grego antigo ζωδιακός κύκλος, transl. zōdiakós kýklos, "círculo de animais", derivado de ζώδιον, transl. zōdion, diminutivo de ζῶον, zōon, "animal") é uma faixa imaginária do firmamento celeste que se estende aproximadamente a 8° ao norte e ao sul (medida em latitude celeste) da eclíptica, a qual inclui as órbitas aparentes do Sol, da Lua e dos planetas Mercúrio, Vênus, Marte, Júpiter, Saturno, Urano e Netuno. As divisões do zodíaco representam constelações na astronomia e signos na astrologia.
Na astrologia ocidental, e anteriormente na astronomia, o zodíaco é dividido em doze signos, cada um ocupando 30° de longitude celestial e correspondendo aproximadamente às constelações estelares: Áries, Touro, Gêmeos, Câncer, Leão, Virgem, Libra, Escorpião, Sagitário, Capricórnio, Aquário e Peixes.
Esses signos astrológicos formam um sistema de coordenadas celestes, ou mais especificamente um sistema de coordenadas eclípticas, que toma a eclíptica como origem da latitude e a posição do Sol no equinócio vernal como origem da longitude.
O zodíaco estava em uso na era romana, baseado em conceitos herdados pela astronomia helenística e pela astronomia babilônica do período caldeu (meados do primeiro milênio a.C.), que, por sua vez, derivava de um sistema anterior de listas de estrelas ao longo da eclíptica. A construção do zodíaco é descrita na abrangente obra de Ptolomeu do século II d.C., o Almagesto.
Embora o zodíaco permaneça a base do sistema de coordenadas eclípticas em uso na astronomia, além do sistema equatorial, o termo e os nomes dos doze signos são hoje principalmente associados à astrologia horoscópica. Na astronomia, o zodíaco de um determinado planeta é a faixa que contém o caminho desse corpo em particular; por exemplo, o "zodíaco da Lua" é a faixa de 5° acima e abaixo da eclíptica. Por extensão, o "zodíaco dos cometas" pode se referir à banda que abrange a maioria dos cometas de curto período.

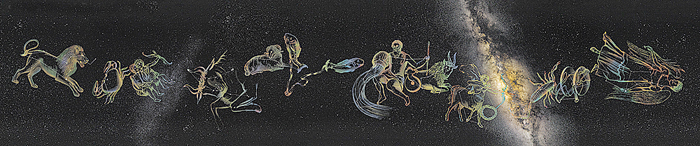
Panorama de 360º com as constelações sobrepostas ao céu noturno

## História

### Antiguidade
Já no século XIV a.C., uma lista completa dos 36 decanos egípcios foi colocada entre os hieróglifos que adornam o túmulo de Seti I; eles figuravam novamente no templo de Ramessés II e caracterizam todos os monumentos astrológicos egípcios. Ambos os famosos zodíacos de Dendera exibem seus símbolos, inequivocamente identificados por Karl Richard Lepsius.
A divisão da eclíptica nos signos zodiacais tem origem na astronomia babilônica durante a primeira metade do 1º milênio a.C. O zodíaco baseia-se em estrelas de catálogos estelares babilônicos anteriores, como o catálogo MUL.APIN, que foi compilado por volta de 1000 a.C. Algumas constelações podem ser rastreadas ainda mais atrás, em fontes da Idade do Bronze (Primeira Dinastia Babilônica), incluindo Gêmeos e Câncer.
Por volta do final do século V a.C., os astrônomos babilônicos dividiram a eclíptica em 12 "sinais" iguais, por analogia a 12 meses esquemáticos de 30 dias cada. Cada signo continha 30° de longitude celeste, criando assim o primeiro sistema de coordenadas celestes conhecido. De acordo com cálculos da astrofísica moderna, o zodíaco foi introduzido entre 409 e 398 a.C. e provavelmente dentro de poucos anos de 401 a.C. Ao contrário dos astrólogos modernos, que colocam o início do signo de Áries no lugar do Sol no equinócio vernal, os astrônomos babilônicos fixaram o zodíaco em relação às estrelas, colocando o início de Câncer na "Estrela Gêmea Traseira" (β Geminorum) e o início de Aquário na "Estrela Traseira do Peixe-Bode" (δ Capricorni).
Devido à precessão dos equinócios, a época do ano em que o Sol está em uma determinada constelação mudou desde os tempos babilônicos, o ponto do equinócio vernal mudou de Áries para Peixes.
Como a divisão era feita em arcos iguais, de 30° cada, eles constituíam um sistema de referência ideal para fazer previsões sobre a longitude de um planeta. No entanto, as técnicas babilônicas de medidas observacionais estavam em um estágio rudimentar de evolução. Eles mediram a posição de um planeta em referência a um conjunto de "estrelas normais" próximas à eclíptica (±9° de latitude) como pontos de referência observacionais para ajudar a posicionar um planeta dentro desse sistema de coordenadas eclípticas.
Nos diários astronômicos babilônicos, uma posição do planeta era geralmente dada em relação a um signo zodiacal sozinho, menos frequentemente em graus específicos dentro de um signo. Quando os graus de longitude foram dados, eles foram expressos com referência aos 30° do signo zodiacal, ou seja, não com referência à eclíptica contínua de 360°. Em efemérides astronômicas, as posições de fenômenos astronômicos significativos foram computadas em frações sexagesimais de um grau (equivalente a minutos e segundos de arco). Para efemérides diárias, as posições diárias de um planeta não eram tão importantes quanto as datas astrologicamente significativas quando o planeta cruzava de um signo zodiacal para o seguinte.

### Astronomia e astrologia hebraica
Diz-se que o conhecimento do zodíaco babilônico se reflete na Bíblia hebraica; EW Bullinger interpretou as criaturas que aparecem no livro de Ezequiel como os signos do meio dos quatro quartos do Zodíaco, com o Leão como Leão, o boi como Touro, o Homem representando Aquário e a Águia representando Escorpião. Alguns autores ligaram as doze tribos de Israel com os mesmos signos ou o calendário lunar hebraico com doze meses lunares em um ano lunar. Ernest L. Martin e outros argumentaram que o arranjo das tribos ao redor do Tabernáculo (relatado no Livro dos Números) correspondia à ordem do Zodíaco, com Judá, Rúben, Efraim e Dã representando os signos do meio de Leão, Aquário, Touro, e Escorpião, respectivamente. Tais conexões foram retomadas por Thomas Mann, que em seu romance "José e Seus Irmãos" atribui características de um signo do zodíaco a cada tribo em sua versão da Bênção de Jacó.

### Era grega e romana
Os catálogos de estrelas da Babilônia entraram na astronomia grega no século IV a.C., via Eudoxo de Cnido. A Babilônia ou Caldéia no mundo helenístico passou a ser tão identificada com a astrologia que a "sabedoria caldéia" tornou-se entre os gregos e romanos o sinônimo de adivinhação através dos planetas e estrelas. A astrologia helenística derivou em parte da astrologia babilônica e egípcia. A astrologia horoscópica apareceu pela primeira vez no Egito ptolomaico (305 aC-30 a. C.). O zodíaco de Dendera, um relevo que data de 50 a.C., é a primeira representação conhecida do zodíaco clássico de doze signos.
O mais antigo texto grego existente usando a divisão babilônica do zodíaco em 12 signos de 30 graus iguais cada um é o "Anaphoricus" de Hípsicles de Alexandria (190 a.C.). Particularmente importante no desenvolvimento da astrologia horoscópica ocidental foi o astrólogo e astrônomo Ptolomeu, cujo trabalho Tetrabiblos lançou as bases da tradição astrológica ocidental. Sob os gregos, e Ptolomeu em particular, os planetas, Casas e signos do zodíaco foram racionalizados e sua função estabelecida de uma maneira que pouco mudou até os dias atuais. Ptolomeu viveu no século II d.C., três séculos após a descoberta da precessão dos equinócios por Hiparco por volta de 130 a.C. O trabalho perdido de Hiparco sobre a precessão nunca circulou muito até que foi trazido à proeminência por Ptolomeu, e há poucas explicações de precessão fora do trabalho de Ptolomeu até a Antiguidade tardia, quando a influência de Ptolomeu foi amplamente estabelecida. Ptolomeu explicou claramente a base teórica do zodíaco ocidental como sendo um sistema de coordenadas tropicais, pelo qual o zodíaco é alinhado aos equinócios e solstícios, em vez das constelações visíveis que levam os mesmos nomes dos signos do zodíaco.

### Zodíaco hindu
De acordo com o matemático/historiador Montucla, o zodíaco hindu foi adotado do zodíaco grego através de comunicações entre a Índia antiga e o império grego de Bactria. O zodíaco hindu usa o sistema de coordenadas siderais, que faz referência às estrelas fixas. O zodíaco tropical (de origem mesopotâmica) é dividido pelas interseções da eclíptica e do equador, que se desloca em relação ao pano de fundo de estrelas fixas a uma taxa de 1° a cada 72 anos, criando o fenômeno conhecido como precessão dos equinócios. O zodíaco hindu, sendo sideral, não mantém esse alinhamento sazonal, mas ainda há semelhanças entre os dois sistemas. Os signos do zodíaco hindu e os signos gregos correspondentes soam muito diferentes, sendo em sânscrito e grego respectivamente, mas seus símbolos são quase idênticos. Por exemplo, dhanu significa "arco" e corresponde a Sagitário, o "arqueiro", e kumbha significa "jarro de água" e corresponde a Aquário, o "portador de água".

### Idade média
Durante a era abássida, os livros de referência gregos foram sistematicamente traduzidos para o árabe, depois os astrônomos islâmicos fizeram suas próprias observações, corrigindo o Almagesto de Ptolomeu. Um desses livros foi o Livro das Estrelas Fixas de Al-Sufi, que tem representações pictóricas de 48 constelações. O livro foi dividido em três seções: constelações do zodíaco, constelações ao norte do zodíaco e constelações do sul. Quando o livro de Al-Sufi, e outras obras, foram traduzidas no século XI, houve erros nas traduções. Como resultado, algumas estrelas acabaram com os nomes da constelação a que pertencem (por exemplo, Hamal em Áries).
A Alta Idade Média viu um renascimento do interesse pela magia greco-romana, primeiro no cabalismo e depois continuado na magia renascentista. Isso incluiu usos mágicos do zodíaco, como encontrado, por exemplo, no livro Sefer Raziel HaMalakh.
O zodíaco é encontrado em vitrais medievais como na Catedral de Angers, onde o mestre vidreiro, André Robin, fez as rosetas ornamentadas para os transeptos Norte e Sul após o incêndio em 1451.

### Era medieval islâmica
A astrologia surgiu no século VIII d.C. como uma disciplina distinta no Islã, com uma mistura de tradições indianas, iranianas helenísticas e outras tradições combinadas com conhecimento astronômico grego e islâmico, por exemplo, o trabalho de Ptolomeu e o Livro de Estrelas Fixas de Al-Sufi. O conhecimento da influência que as estrelas têm sobre os acontecimentos na terra foi extremamente importante na civilização islâmica. Via de regra, acreditava-se que os signos do zodíaco e os planetas controlavam o destino não só das pessoas, mas também da nação; O Zodíaco tem a capacidade de determinar características físicas, bem como inteligência e traços pessoais.
A prática da astrologia neste momento poderia ser facilmente dividida em 4 categorias mais amplas: Genetlialogia, Astrologia Catárquica, Astrologia Interrogativa e Astrologia Geral. No entanto, o tipo mais comum de astrologia era a Genetlialogia, que examinava todos os aspectos da vida de uma pessoa em relação às posições planetárias em seu nascimento; mais comumente conhecido como nosso horóscopo.
Os serviços de astrologia eram amplamente oferecidos em todo o império, principalmente em bazares, onde as pessoas podiam pagar por uma leitura. A astrologia era valorizada nas cortes reais, por exemplo, o califa abássida Al-Mansur usou a astrologia para determinar a melhor data para a fundação da nova capital de Bagdá. No entanto, enquanto os horóscopos eram geralmente amplamente aceitos pela sociedade, muitos estudiosos condenaram o uso de astrologia e adivinhação; ligando-os a influências ocultas. Muitos teólogos e estudiosos pensavam que isso ia contra os princípios do Islã; já que somente Deus deveria ser capaz de determinar eventos ao invés de astrólogos olhando para as posições dos planetas.
Para calcular o horóscopo de alguém, um astrólogo usaria 3 ferramentas: um astrolábio, efemérides e um takht. Primeiro, o astrólogo usaria um astrolábio para encontrar a posição do sol, alinhar a regra com a hora de nascimento da pessoa e então alinhar a rete para estabelecer a altitude do sol naquela data. Em seguida, o astrólogo usaria uma efeméride, uma tabela que denota a posição média dos planetas e estrelas no céu em um determinado momento. Finalmente, o astrólogo somaria a altitude do sol tirada do astrolábio, com a posição média dos planetas no aniversário da pessoa, e os somaria no takht que era apenas uma tabuleta coberta de areia; em que os cálculos podem ser feitos e apagados facilmente. Uma vez que isso era calculado, o astrólogo era então capaz de interpretar o horóscopo. A maioria dessas interpretações foi baseada no zodíaco na literatura. Por exemplo, havia vários manuais sobre como interpretar cada signo do zodíaco, o tratado relativo a cada signo individual e quais eram as características desses zodíacos.

### Era moderna
Um exemplo do uso de signos como coordenadas astronômicas pode ser encontrado no Nautical Almanac and Astronomical Ephemeris for the year 1767. As colunas "Longitude do Sol" mostram o signo (representado como um dígito de 0 a 11 inclusive), graus de 0 a 29, minutos e segundos.

## O zodíaco da astronomia
Na astrologia tropical, os signos zodiacais são distintos das constelações associadas a eles, não apenas por causa de seu afastamento devido à precessão dos equinócios, mas porque as constelações físicas ocupam larguras variadas da eclíptica, de modo que o Sol não está em cada constelação pelo mesmo período de tempo. Assim, Virgem ocupa 5 vezes mais longitude eclíptica que Escorpião. Os signos zodiacais são uma abstração das constelações físicas, e cada um representa exatamente 1/12 do círculo completo, mas o tempo gasto pelo Sol em cada signo varia um pouco devido à excentricidade da órbita da Terra.
A eclíptica cruza com 13 constelações do Almagesto de Ptolomeu, bem como com as constelações designadas pela União Astronômica Internacional mais precisamente delineadas. Além das doze constelações que dão nome aos doze signos do zodíaco, a eclíptica cruza Ofiúco (ou Serpentário), cuja parte inferior interpõe entre Escorpião e Sagitário. Ocasionalmente, essa diferença entre as constelações astronômicas e os signos astrológicos é erroneamente relatada na imprensa popular como uma "mudança" na lista de signos tradicionais por algum órgão astronômico como a UAI, a NASA ou a Royal Astronomical Society.
Algumas constelações "parazodiacais" são tocadas pelos caminhos dos planetas, levando a contagens de até 25 "constelações do zodíaco". O antigo catálogo Babilônico MUL.APIN lista Órion, Perseu, Auriga e Andrômeda. Os astrônomos modernos notaram que os planetas passam por Taça, Sextante, Baleia, Pégasus, Corvo, Hidra e Escudo; com Vênus muito raramente passando por Águia, Cão Menor, Auriga e Serpente.
Chama-se de zodíaco o conjunto de constelações ao longo da eclíptica (o caminho aparente percorrido pelo Sol durante o ano). As 13 constelações que compõem o zodíaco, pela divisão feita pela União Astronômica Internacional em 1930, são:
| Constelação | Período de Passagem             | Dias de permanência do Sol | Estrela mais Brilhante  |
| ----------- | ------------------------------- | -------------------------- | ----------------------- |
| Áries       | 19 de abril a 13 de maio        | 25 dias                    | Hamal                   |
| Touro       | 14 de maio a 19 de junho        | 37 dias                    | Aldebaran               |
| Gêmeos      | 20 de junho a 20 de julho       | 31 dias                    | Beta Geminorum (Pollux) |
| Câncer      | 21 de julho a 9 de agosto       | 20 dias                    | Al Tarf                 |
| Leão        | 10 de agosto a 15 de setembro   | 37 dias                    | Regulus                 |
| Virgem      | 16 de setembro a 30 de outubro  | 45 dias                    | Spica                   |
| Libra       | 31 de outubro a 22 de novembro  | 23 dias                    | Zubeneschamali          |
| Escorpião   | 23 de novembro a 29 de novembro | 7 dias                     | Antares                 |
| Serpentário | 30 de novembro a 17 de dezembro | 18 dias                    | Rasalhague              |
| Sagitário   | 18 de dezembro a 18 de janeiro  | 32 dias                    | Kaus Australis          |
| Capricórnio | 19 de janeiro a 15 de fevereiro | 28 dias                    | Deneb Algedi            |
| Aquário     | 16 de fevereiro a 11 de março   | 24 dias                    | Sadalsuud               |
| Peixes      | 12 de março a 18 de abril       | 38 dias                    | Eta Piscium             |

Astronomicamente, o zodíaco define um cinturão de espaço que se estende, como dito anteriormente, 8° ou 9° de latitude celeste ao norte e ao sul da eclíptica, dentro do qual permanecem as órbitas da Lua e dos planetas principais. É uma característica do sistema de coordenadas eclípticas - um sistema de coordenadas celestes centrado na eclíptica (o plano da órbita da Terra e o caminho aparente do Sol), pelo qual a longitude celeste é medida em graus a leste do equinócio vernal (a interseção ascendente da eclíptica e do equador) O zodíaco é estreito em termos angulares porque a maioria dos planetas do Sol tem órbitas que têm apenas uma ligeira inclinação em relação ao plano orbital da Terra. As estrelas dentro do zodíaco estão sujeitas a ocultações pela Lua e outros corpos do sistema solar. Esses eventos podem ser úteis, por exemplo, para estimar as dimensões da seção transversal de um planeta menor ou verificar uma estrela em busca de um companheiro próximo.
A colocação do Sol no equinócio vernal, que ocorre anualmente por volta de 21 de março, define o ponto de partida para a medição, cujo primeiro grau é historicamente conhecido como o "primeiro ponto de Áries" (ponto vernal). Os primeiros 30° ao longo da eclíptica são nominalmente designados como o signo do zodíaco Áries, que não está mais na proximidade da constelação de Áries, pois o efeito da precessão é mover o ponto vernal através do pano de fundo das constelações visíveis (atualmente está localizado perto do fim da constelação de Peixes, estando dentro dessa constelação desde o século II d. C.). Os 30° subsequentes da eclíptica são nominalmente designados como o signo do zodíaco Touro, e assim por diante através dos doze signos do zodíaco, os quais nunca foram usados para determinar os limites das constelações astronômicas que se encontram nas proximidades do zodíaco, que são, e sempre foram, irregulares em tamanho e forma.
A convenção de medir a longitude celeste dentro de signos individuais ainda estava sendo usada em meados do século XIX, mas a astronomia moderna agora numera graus de longitude celeste continuamente de 0° a 360°, em vez de 0° a 30° dentro de cada signo. Este sistema de coordenadas é usado principalmente pelos astrônomos para observações de objetos do sistema solar.
O uso do zodíaco como meio para determinar a medição astronômica permaneceu o principal método para definir as posições celestes pelos astrônomos ocidentais até o Renascimento, quando a preferência mudou para o sistema de coordenadas equatoriais, que mede posições astronômicas por ascensão reta e declinação, em vez das definições baseadas na eclíptica de longitude celeste e latitude celeste. A orientação das coordenadas equatoriais estão alinhadas com o eixo de rotação da Terra, em vez do plano da órbita do planeta ao redor do Sol.
A palavra "zodíaco" é usada em referência à nuvem zodiacal de grãos de poeira que se movem entre os planetas e à luz zodiacal que se origina de sua dispersão da luz solar. Embora seu nome seja derivado do zodíaco, a luz zodiacal cobre todo o céu noturno, com aprimoramentos em certas direções.

## O zodíaco da astrologia

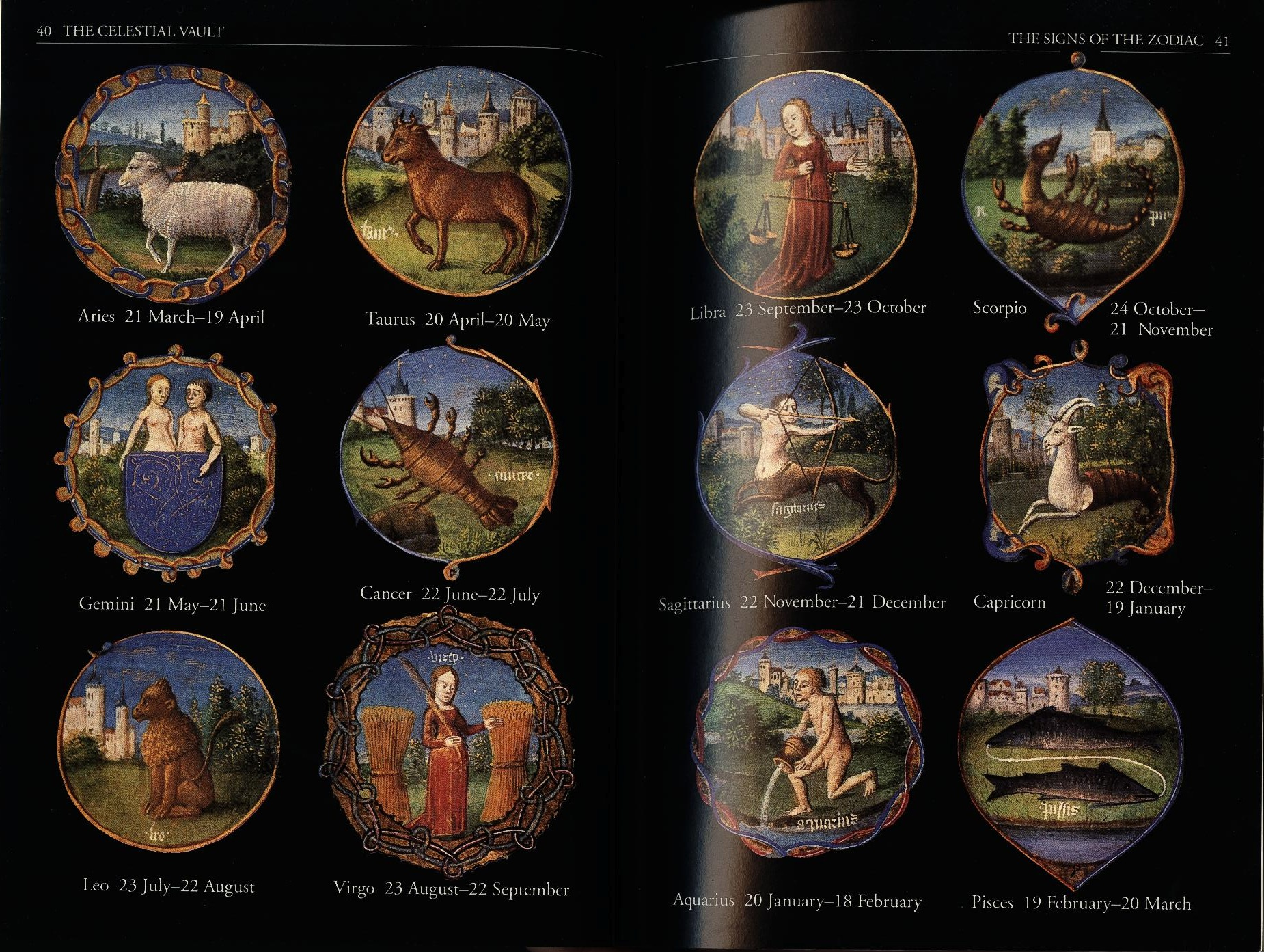
Os doze signos do zodíaco, miniaturas de um livro de horas. As imagens extraídas do livro O Céu, mistério, magia e mito (edição britânica), coleção «Descobertas».

O conceito de zodíaco tem interpretações diferenciadas nas astrologias ocidental, chinesa e védica.
Na astrologia ocidental, o Zodíaco é representado como uma circunferência onde estão colocados os planetas da forma como se apresentavam no céu no momento do nascimento do assunto estudado (que pode ser uma pessoa, cidade, país etc.) — o mapa astrológico da pessoa ou evento.
Os 360° (graus) da circunferência estão divididos em doze signos zodiacais (Áries ou Carneiro, Touro, Gêmeos, Câncer ou Caranguejo, Leão, Virgem, Libra ou Balança, Escorpião, Sagitário, Capricórnio, Aquário e Peixes) e cada um é regido por um planeta/astro (Marte, Vênus, Mercúrio, Lua, Sol, Mercúrio, Vênus, Plutão, Júpiter, Saturno, Urano e Netuno, respectivamente).
Ao mesmo tempo, este espaço também está dividido em doze casas zodiacais, cada uma relacionada a assuntos específicos da vida analisada. Cada uma destas casas também é relacionada ("regida por") a um dos signos acima. As casas representam as 24 horas do dia.
No mapa astrológico de uma pessoa ou evento, o signo que ocupa a cúspide de cada casa, isto é, que está "passando" sobre cada casa, depende do horário e local de seu nascimento. Por exemplo: se a pessoa nasceu ou o evento aconteceu, entre 4h e 6h no Rio de Janeiro, Brasil, a casa 1 estará em Áries. Entre 2h e 4h, será Touro, e assim por diante.
O signo na cúspide da casa 1 é o chamado signo ascendente, fator importante do mapa, relacionado às características da personalidade do sujeito.
Os signos nas casas, a posição dos planetas no mapa e nas casas, o aspecto astrológico - relação geométrica - entre os planetas (por exemplo: se um planeta está a 1 grau de distância de outro planeta - dando a impressão de muita proximidade ao serem observados da Terra -, eles estão em conjunção entre si), aspectos entre os planetas e certos pontos importantes no mapa e outros elementos ou pontos do mapa estudados (roda da fortuna, Nodo lunar etc.) são relacionados a aspectos da vida e da personalidade do analisando, bem como ele se relaciona com as outras pessoas.
Segue-se uma lista dos signos do zodíaco moderno (com as longitudes eclípticas de seus primeiros pontos), onde 0° Áries é entendido como o equinócio vernal, com seus nomes latinos, gregos, sânscritos e babilônicos. Também há uma comparação das datas gregorianas em que o Sol entra em um signo no zodíaco tropical ptolomaico e um signo no sistema sideral proposto por Cyril Fagan.
O início de Áries é definido como o momento do equinócio vernal, e todas as outras datas mudam de acordo. Os tempos e datas gregorianos precisos variam ligeiramente de ano para ano, à medida que o calendário gregoriano muda em relação ao ano solar. Essas variações permanecem dentro de menos de dois dias de diferença no passado recente e no futuro próximo, equinócio vernal em horário universal sempre caindo em 20 ou 21 de março no período de 1797 a 2043, caindo em 19 de março de 1796 a última vez e em 2044 o próximo.
| Casa | Símbolo Unicode | Longitude Eclíptica | Nome Latino | Nome Grego e Romanização | Nome Sânscrito | Nome Babilônico                                             | Zodíaco Tropical                | Zodíaco Sideral                 |
| ---- | --------------- | ------------------- | ----------- | ------------------------ | -------------- | ----------------------------------------------------------- | ------------------------------- | ------------------------------- |
| 1    | ♈︎              | 0°                  | Aries       | Κριός (Krios)            | Meṣa (मेष)      | MUL LU.ḪUN.GA, ("Trabalhador Agrário", o deus Dumuzi)       | 21 de março - 20 de abril       | 15 de abril - 15 de maio        |
| 2    | ♉︎              | 30°                 | Taurus      | Ταῦρος (Tauros)          | Vṛṣabha (वृषभ)  | MULGU4.AN.NA (Boi Divino do Céu)                            | 20 de abril - 21 de maio        | 16 de maio - 15 de junho        |
| 3    | ♊︎              | 60°                 | Gemini      | Δίδυμοι (Didymoi)        | Mithuna (मिथुन)  | MULMAŠ.TAB.BA.GAL.GAL(Grandes Gêmeos, castor e pólux)       | 21 de maio - 21 de junho        | 16 de junho - 15 de julho       |
| 4    | ♋︎              | 90°                 | Cancer      | Καρκίνος (Karkinos)      | Karka (कर्क)    | MULAL.LUL (Lagostim)                                        | 21 de junho - 21 de julho       | 16 de julho - 15 de agosto      |
| 5    | ♌︎              | 120°                | Leo         | Λέων (Leōn)              | Siṃha (सिंह)     | MULUR.GU.LA (Leão)                                          | 23 de julho - 23 de agosto      | 16 de agosto - 15 de setembro   |
| 6    | ♍︎              | 150°                | Virgo       | Παρθένος (Parthenos)     | Kanyā (कन्या)    | MULAB.SIN ("O Sulco", a espiga de grãos da deusa Shala)     | 23 de agosto - 23 de setembro   | 16 de setembro - 15 de outubro  |
| 7    | ♎︎              | 180°                | LIbra       | Ζυγός (Zygos)            | Tulā (तुला)      | MULZIB.BA.AN.NA (Balança)                                   | 23 de setembro - 23 de outubro  | 16 de outubro - 16 de novembro  |
| 8    | ♏︎              | 210°                | Scorpio     | Σκoρπίος (Skorpios)      | Vṛścika (वृश्चिक) | MULGIR.TAB (Escorpião)                                      | 23 de outubro - 22 de novembro  | 17 de novembro - 15 de dezembro |
| 9    | ♐︎              | 240°                | Sagittarius | Τοξότης (Toxotēs)        | Dhanuṣa (धनुष)  | MULPA.BIL.SAG (Soldado)                                     | 23 de novembro - 22 de dezembro | 16 de dezembro - 14 de janeiro  |
| 10   | ♑︎              | 270°                | Capricornus | Αἰγόκερως (Aigokerōs)    | Makara (मकर)   | MULSUḪUR.MAŠ (Peixe-Cabra, o deus Enqui)                    | 22 de dezembro - 20 de janeiro  | 15 de janeiro - 14 de fevereiro |
| 11   | ♒︎              | 300°                | Aquarius    | Ὑδροχόος (Hydrokhoos)    | Kumbha (कुंभ)    | MULGU.LA (Jarro)                                            | 20 de janeiro - 19 de fevereiro | 15 de fevereiro - 14 de março   |
| 12   | ♓︎              | 330°                | Pisces      | Ἰχθύες (Ikhthyes)        | Mīna (मीन)      | MULSIM.MAḪ (Cauda da Andorinha); DU.NU.NU (Cordão de Peixe) | 19 de fevereiro - 21 de março   | 15 de março - 14 de abril       |

Como cada signo ocupa exatamente 30 graus do zodíaco, a duração média da permanência solar em cada signo é de um duodécimo de um ano sideral, ou 30,43 dias padrão. Devido à pequena excentricidade orbital da Terra, a duração de cada signo varia sensivelmente, entre cerca de 29,4 dias para Capricórnio e cerca de 31,4 dias para Câncer (ver equação do tempo). Além disso, como o eixo da Terra está em ângulo, alguns signos demoram mais para subir do que outros, e quanto mais distante do equador o observador estiver situado, maior será a diferença. Assim, os signos são chamados de ascensão "longa" ou "curta".

## Precessão dos equinócios
O sistema do zodíaco foi desenvolvido na Babilônia, cerca de 2.500 anos atrás, durante a "Era de Áries". Na época, supõe-se, a precessão dos equinócios era desconhecida. O uso contemporâneo do sistema de coordenadas é apresentado com a opção de interpretar o sistema como sideral, com os signos fixados ao fundo estelar, ou tropical, com os signos fixados no ponto (vetor do Sol) no equinócio de março.
A astrologia ocidental adota a abordagem tropical, enquanto a astrologia hindu adota a abordagem sideral. Isso resulta no sistema de coordenadas zodiacais originalmente unificado se afastando gradualmente, com uma precessão no sentido horário (para oeste) de 1,4 graus por século.
Para o zodíaco tropical usado na astronomia e astrologia ocidentais, isso significa que o signo tropical de Áries atualmente está em algum lugar dentro da constelação de Peixes ("Era de Peixes").
O sistema de coordenadas siderais leva em conta o "ayanamsa" (termo sânscrito para muitos sistemas usados na astrologia hindu para explicar a precessão dos equinócios), com "ayan" significando trânsito ou movimento, e "amsa" significando pequena parte, ou seja, movimento de equinócios em pequenas partes. Não está claro quando os indianos tomaram conhecimento da precessão dos equinócios, mas o tratado do século XII de Bhaskara II, Siddhanta Shiromani, fornece equações para medição da precessão dos equinócios e diz que suas equações são baseadas em algumas equações perdidas da Suryasiddhanta (tratado sânscrito em astronomia indiana) mais a equação de Munjaala.
Ptolomeu cita a obra perdida de Hiparco intitulada "Sobre o deslocamento dos pontos solsticiais e equinociais" no sétimo livro de seu Almagesto, onde ele descreve o fenômeno da precessão e estima seu valor. Ptolomeu esclareceu que a convenção da astronomia matemática grega era começar o zodíaco a partir do ponto do equinócio vernal e sempre se referir a este ponto como "o primeiro grau" de Áries. Isso é conhecido como o "zodíaco tropical" (da palavra grega trópos, "volta") porque seu ponto de partida gira através do círculo de constelações de fundo ao longo do tempo.
O princípio do ponto vernal atuando como o primeiro grau do zodíaco para os astrônomos gregos é descrito no texto astronômico do século I a. C. de Gêmino de Rodes. Gêmino explica que os astrônomos gregos de sua época associam os primeiros graus dos signos do zodíaco com os dois solstícios e os dois equinócios, em contraste com o antigo sistema caldeu (babilônico), que colocava esses pontos dentro dos signos do zodíaco. Isso ilustra que Ptolomeu apenas esclareceu a convenção dos astrônomos gregos e não originou o princípio do zodíaco tropical, como às vezes se supõe.

Ptolomeu demonstra que o princípio do zodíaco tropical era bem conhecido de seus predecessores dentro do Tetrabiblos, onde explica por que seria um erro associar os signos regularmente espaçados do zodíaco alinhado sazonalmente com os limites irregulares das constelações visíveis:
Os inícios dos signos, e também os dos termos, devem ser tomados dos pontos equinociais e tropicais. Esta regra não só é claramente declarada por escritores sobre o assunto, mas é especialmente evidente pela demonstração constantemente fornecida de que suas naturezas, influências e familiaridades não têm outra origem senão dos trópicos e equinócios, como já foi claramente demonstrado. E, se outros começos fossem permitidos, ou seria necessário excluir as naturezas dos signos da teoria do prognóstico, ou seria impossível evitar o erro ao retê-los e utilizá-los; como a regularidade de seus espaços e distâncias, das quais sua influência depende, seria então invadida e quebrada.